# Операција Опера
Операција Опера (некада називана и Операција Вавилон или Операција Офра) је била израелска ваздушна кампања на ирачки нуклеарни реактор Осирак.
Касних седамдесетих, Ирак је купио нуклеарни реактор типа Озирис од Француске. Израелска војна обавештајна служба је претпоставила да је то било због производње плутонијума ради даљег развијања ирачког нуклеарног програма. Израел је такође веровао да ће лето 1981. бити задња шанса за уништавање реактора, а да се не угрози ирачко цивилно становништво нуклеарним загађењем. Након тог тренутка, реактор би био напуњен нуклеарним горивом.
7. јуна 1981, одред израелских  А авиона, уз пратњу F-15 А авиона, је бомбардовало и тешко оштетило реактор Осирак.

## Позадина
Употреба нуклеарне енергије у Ираку има релативно дугу историју. Постреволуционарни Ирак је још шездесетих година почео да гради свој нуклеарни потенцијал, тачније 1963. када је с радом почео нуклеарни реактор који су допремили Совјети и који је служио сврси до 1969. године. Ирак је почетком седамдесетих покушао да набави нуклеарни реактор од Италије која је одбила ирачки захтев, али је 1975. добијен позитиван одговор од Француске која се показала спремном да Ираку прода нуклеарни реактор, првобитно намењен цивилној сврси, који је међутим могао да послужи и за тестирање нуклеарних материјала и производњу обогаћеног уранијума. Французи су реактор назвали Осирак по комбинацији имена египатског бога Озириса и речи Ирак, док је за Ирачане нуклеарни реактор носио ознаку Тармуз I. Градња реактора вредног 275 милиона долара почела је 1977. године. Осим градње и пројектовања реактора, Француска је осигурала и техничку подршку, као и 12 kg уранијума-235. Осирак је имао снагу 40 MW и подигнут је у нуклеарном средишту ал Тувајта, јужно од главног града Багдада. Реактор је користио високообогаћени уранијумом који је поред осталог био подобан за развој и производњу атомског оружја. Иако је Ирак пред међународном јавношћу градњу нуклеарног реактора оправдао мирнодопским циљевима, као један од највећих извозника нафте мало је вероватно да је ирачко вођство дугорочно разматрало употребу нуклеарне енергије искључиво у цивилне сврхе. Међутим, Ирак је био врло кооперативан с међународном заједницом у погледу надзора над употребом нуклеарне енергије, па је од 1969. године и потписник Споразума о забрани трговине нуклеарним материјалом, а почетком програма Осирак 1976. допустио је надзор над програмом инспекторима Међународне агенције за нуклеарну енергију (ИАЕА). Последња инспекција ИАЕА је обављена у јануару 1981. недуго уочи израелског ваздушног удара. За разлику од Ирака, израелски нуклеарни потенцијали нису били откривени за јавност, нити је Израел потписао Споразум о забрани трговине нуклеарним материјалима, а занимљиво је да је Француска за Израел саградила нуклеарни реактор идентичан Осираку.

## Напасти реактор?
Могућност да нека арапска земља стекне нуклеарни потенцијал представљала је прворазредну опасност за израелску националну сигурност, као и изазов опстанку израелске државе. Јачање ирачке војне моћи крајем седамдесетих са зебњом је посматрано у Израелу. Ирак је брзо градио своје оружане снаге, па је уочи избијања Ирачко-иранског рата држао 190 хиљада војника под оружјем, и располагао са 2.200 тенкова и 450 авиона. Уврштење нуклеарног оружја у постојећи ирачки војни арсенал из темеља би изменило стратешке односе на Блиском истоку. 
У јулу 1979. на челу Ирака председника ел Бакра је наследио млади Садам Хусеин, чија је агресивна политика већ следеће године резултовала ратом с Ираном. Почетком осамдесетих опала је ирачка кооперативност с инспекцијама ИАЕА, што је потврдило сумње Тел Авива да се ирачки нуклеарни програм креће у другом смеру. Израел су забрињавали и блиски односи између Ирака и Пакистана, који је у то време такође ужурбано радио на својој нуклеарној бомби и чија би техничка помоћ Ираку у реализацији пројекта премостила неколико година потребних за развој таквог амбициозног циља. Узевши све то у обзир, израелске обавештајне службе процениле су како време потребно да Ирак дође у посед нуклеарног оружја варира између десет и само две године. 
Градња реактора Осирак у ал Тувајти дуго је била високорангирана тема израелске политике - прво се њоме бавила лабуристичка влада с мандатом од 1974. до 1977, а потом и десни Ликуд који је саставио владу 1977. године. Лабуристи су се углавном ослањали на политичке методе у решењу проблема ирачког нуклеарног програма, пре свега дипломатским притиском на Француску да обустави технолошку помоћ Ираку. Но, доласком Ликуда на власт израелски однос према проблему реактора Осирак се мења. Нови израелски премијер Менахем Бегин закључио је да тако важно питање за националну сигурност не сме бити препуштено случају или вољи Француске па су израелске тајне службе већ 1979. извеле диверзију делова реактора у производњи на територији Француске. Након што ирачки нуклеарни програм тиме ипак није заустављен, једина преостала могућност била је уништавање реактора на ирачком тлу. Међутим, напад на ирачку територију повлачио је озбиљне међународно-правне и војне последице, укључујући и могућност ирачке одмазде на Израел, као и сигурну осуду напада у међународној заједници. Још једна чињеница доводила је у питање исплативост напада на ирачки нуклеарни реактор - мировни процес с Египтом. Наиме, постојала је могућност да акција угрози односе Израела с његовим најтежим арапским непријатељем Египтом, који су након потписивања Кемп Дејвидског споразума били у узлазној путањи. На тешкој дебати у израелској влади почетком јуна 1981, на којој се расправљало о питању Осирака, донесена је одлука да се изведе ваздушни напад на ирачки нуклеарни реактор. За Бегина, који је преживио Холокауст, градња Осирака за јеврејски народ била је једнака технолошки унапређеној верзији Хитлеровог коначног решења. Међутим, према неким проценама, осим стратешког императива који је налагао нужност напада на Осирак, Бегина је у доношењу одлуке о нападу и његовом датуму водио пуки политички прагматизам. Наиме, његов Ликуд је стајао лоше у предизборним проценама уочи предстојећих парламентарних избора, па се очекивало да уништење ирачког нуклеарног реактора сасвим сигурно ојача подршку израелских бирача Бегиновој странци. Израелска акција имала је и одређени временски притисак. Наиме, морала је бити изведена пре него што обогаћени уранијум стигне у производњу у Осирак, будући да би уништење реактора у којем се производи уранијум изазвало велику еколошку и људску катастрофу, и довело до несагледивих политичких последица за Израел. 
Напад на реактор на трагу је израелске војне доктрине која се ослањала на превентивни напад и која се најбоље огледала у удару на околне арапске земље у трећем Израелско-арапском рату 1967, и у одлучној акцији ослобађања талаца из отетог авиона у Ентибу 1976. године. Нуклеарни реактор Осирак је пре израелског ваздушног напада у јуну 1981. већ једном био мета ваздушних напада. Осим споменуте диверзије израелских тајних агената, који су на француском тлу уништили компоненте реактора у изградњи, 30. септембра 1980. током Ирачко-иранског рата, ирански је борбени авион ракетирао и лакше оштетио Осирак.

## Напад
Израелски планери детаљно су испланирали акцију уништења ирачког нуклеарног реактора, за шта су одабрани најбољи пилоти моћног Израелског ратног ваздухопловства. Локација реактора налазила се отприлике 1.100 километара ваздушне линије удаљена од Израела, што је захтевало дуги лет преко непријатељске територије, па су за успешно извођење спроведене опсежне припреме које су укључивале и вежбу дуготрајног лета на траси те дужине, као и гађање сличног објекта. Група од осам израелских ваздухоплова F-16, намењених за уништење циља, и шест летелица F-15, које је требало да им пруже ваздушну подршку, узлетела је 7. јуна 1981. у 15:55 по локалном времену из ваздушне базе Ецион на југу Израела. Након ниског лета ваздушним просторима Јордана и Саудијске Арабије, како би избегли радаре арапских земаља, у поподневним сатима израелски авиони су стигли до мете. Након идентификације циља, у 17:55 сати први је израелски авион ракетирао нуклеарни реактор, након чега је циљ бомбардовало преосталих седам F-16. Ирачка противваздушна одбрана била је затечена нападом и није стигла да правовремено реагује, па је у само осамдесет секунди реактор Осирак уништен. 
Повратак летелица у Израел протекао је у реду, па се свих четрнаест израелских авиона успешно вратило у полазну базу. Израелски ваздушни напад имао је 11 жртава - живот је изгубило 10 ирачких војника и један француски техничар који је радио на одржавању. Вести о израелском нападу на ирачки реактор Осирак објављене су у медијима тек 24 сата након што је напад изведен, а занимљиво је да је Ирак тек тада признао да се напад догодио. Израелска је војска с дозом ироније саопштила да је нападом нуклеарни дух Багдада враћен натраг у боцу. 
Сасвим очекивано, израелска акција наишла је на оштре реакције у иностранству, а напад је осудило и Савет безбедности Уједињених народа уз глас чврстог израелског савезника, Сједињених Држава. Израелу, који је и сам вредно радио на свом нуклеарном програму, у међународној су јавности замерана двострука мерила. 
Реактор Осирак је у израелском ваздушном нападу у потпуности уништен, а губитак реактора значио је тежак ударац ирачком нуклеарном програму од којег се Ирак никад није у потпуности опоравио. Упркос томе, Садам Хусеин није намеравао да одустане од нуклеарног програма, па је затражено од Француске да обнови реактор. Ирачки захтјев за обновом Осирака француска влада је првобитно прихватила, међутим Париз се касније повукао, а 1984. године објављује да је нуклеарна сарадња Француске и Ирака окончана. Оставши без реактора Осирак, Ирак је осамдесетих година био присиљен да се окрене се мање амбициозном процесу обогаћивања уранијума електромагнетском сепарацијом изотопа. 
Место на којем се нуклеарни реактор налазио затворено је након напада, па се и даље налазило под надзором инспектора ИАЕА. Иако су инспектори УН-а након Заливског рата 1991. године пронашли доказе ирачких намера развоја нуклеарног оружја, нису пронађени чврсти докази о постојању програма пре 1981. године, односно докази о намери употребе Осирака у војне сврхе. Иако изван функције, ирачки реактор Осирак био је високорангирана мета савезничких авиона током Заливског рата па је тада и трећи пут био мета ваздушног напада. Англоамеричком инвазијом Ирака 2003. године ирачком нуклеарном програму у потпуности је дошао крај.